# 13 tháng 12
Ngày 13 tháng 12 là ngày thứ 347 (348 trong năm nhuận) trong lịch Gregory. Còn 18 ngày trong năm.

## Sự kiện
- 552 – Sau khi tiêu diệt cuộc nổi loạn của Hầu Cảnh, Tiêu Dịch xưng là hoàng đế Lương tại Giang Lăng, tức Lương Nguyên Đế, tức ngày Bính Tý (12) tháng 11 năm Nhâm Thân.
- 1294 – Giáo hoàng Cêlestinô V từ nhiệm chỉ 5 tháng sau khi được bầu; ông hy vọng có thẻ quay trở lại cuộc sống như một ẩn sĩ khổ tu lúc trước.
- 1545 – Công đồng Trentô bắt đầu.
- 1577 – Francis Drake dời Plymouth, Anh với 5 chiếc thuyền và 164 người, bắt đầu cuộc hành trình vòng quanh thế giới của mình.
- 1642 – Nhà thám hiểm người Hà Lan Abel Tasman đến New Zealand.
- 1643 – Nội chiến Anh: Trận Alton diễn ra ở Hampshire.
- 1769 – Đại học Dartmouth tại New Hampshire, nay thuộc Hoa Kỳ được thành lập theo một đặc quyền vương thất của Quốc vương George III của Anh
- 1862 – Nội chiến Hoa Kỳ: Trong Trận Fredericksburg, Tường miền Nam Robert E. Lee đánh bại Tướng miền Bắc Ambrose Burnside.
- 1888 – Sau khi bị Thực dân Pháp bắt, Hoàng đế Hàm Nghi bị đưa lên tàu để sang an trí tại Algérie thuộc Pháp.
- 1928 – Bài hát Người Mỹ ở Paris (An American in Paris) của George Gershwin được biểu diễn lần đầu tiên.
- 1937 – Chiến tranh Trung-Nhật: quân đội Nhật Bản chiếm được Nam Kinh và bắt đầu các hành động tội ác trong vài tuần sau đó.
- 1940 – Phan Ngọc Hiển và 10 tay súng tiến hành cuộc nổi dậy ở đảo Hòn Khoai thuộc Nam Kỳ, Liên bang Đông Dương.
- 1941 – Chiến tranh thế giới thứ hai: Hungary và Romania tuyên chiến với Hoa Kỳ.
- 1949 – Knesset bỏ phiếu chuyển thủ đô của Israel đến Jerusalem.
- 1951 – WFMT bắt đầu phát thanh ở Chicago.
- 1960 – Trong lúc Hoàng đế Ethiopia Haile Selassie I viếng thăm Brasil, đội Cận vệ Hoàng gia chiếm giữ thủ đô và tuyên bố phế truất Haile Selassie I.
- 1974 – Chiến tranh Việt Nam: Quân đội Nhân dân Việt Nam bắt đầu tiến hành Chiến dịch Phước Long nhằm thăm dò phản ứng quốc tế.
- 1974 – Malta trở thành một nước cộng hòa trong Khối Thịnh vượng chung.
- 1981 – Tướng Wojciech Jaruzelski tuyên bố thiết quân luật ở Ba Lan, phần lớn do những hành động của Công đoàn Đoàn kết.
- 1982 – Trận động đất Bắc Yemen 1982 6.0 độ mô men làm rung chuyển Tây Nam Yemen với cường độ Mercalli tối đa là VIII (Khốc liệt), khiến 2.800 người chết và 1.500 người bị thương.
- 1988 – Chủ tịch Tổ chức Giải phóng Palestine Yasser Arafat có bài phát biển tại một hội nghị của Đại Hội đồng Liên Hợp Quốc ở Geneva, Thụy Sĩ, sau khi giới chức Hoa Kỳ từ chối cấp thị thực cho ông ta tới trụ sở chính của Liên Hợp Quốc ở New York.
- 2001 – Quốc hội Ấn Độ bị năm tay súng tiến công, kết quả có 12 người thiệt mạng, bao gồm các thủ phạm.
- 2002 – Liên minh châu Âu tuyên bố rằng, Estonia, Hungary, Latvia, Litva, Malta, Ba Lan, Séc, Síp, Slovakia, và Slovenia sẽ trở thành thành viên của mình từ ngày 1 tháng 5 năm 2004.
- 2003 – Chiến tranh Iraq: Chiến dịch Bình minh Đỏ: Cựu tổng thống Iraq Saddam Hussein bị bắt giữ gần thành phố Tikrit.
- 2006 – Công ước Quốc tế về Quyền của Người Khuyết tật được Đại Hội đồng Liên Hợp Quốc thông qua.
- 2011 – Một vụ tấn công bằng súng xảy ra tại thành phố Liège của Bỉ, làm thiệt mạng 6 người và làm bị thương 125 người tại một Chợ Giáng sinh.

## Sinh
- 1521 – Giáo hoàng Xíttô V (m. 1590)
- 1553 – Henri IV, quốc vương của Pháp (m. 1610)
- 1559 – Maximilien I de Béthune, quý tộc, chính khách người Pháp (m. 1641)
- 1678 – Ái Tân Giác La Dận Chân, tức Ung Chính Đế, hoàng đế triều Thanh, 30 tháng 10 năm Mậu Ngọ (m. 1735)
- 1724 – Franz Aepinus, triết gia người Đức (m. 1802)
- 1797 – Heinrich Heine, nhà thơ người Đức (m. 1856)
- 1816 – Ernst Werner von Siemens, kĩ sư, nhà phát minh, nhà tư bản công nghiệp người Đức (m. 1892)
- 1818 – Mary Todd Lincoln, phối ngẫu của Abraham Lincoln, Đệ Nhất Phu nhân Hoa Kỳ thứ 17 (m. 1882)
- 1845 – Nguyễn Phúc Hồng Cai, tước phong Kiên Thái vương, hoàng tử con vua Thiệu Trị nhà Nguyễn, cha của các vua Kiến Phúc, Đồng Khánh, Hàm Nghi (m. 1876).
- 1873 – Valery Bryusov, tác gia người Nga, tức 1 tháng 12 theo lịch Julius (m. 1924)
- 1887 – George Pólya, nhà toán học người Mỹ gốc Hungary (m. 1985)
- 1902 – Talcott Parsons, nhà xã hội học người Mỹ (m. 1979)
- 1911 – Trygve Haavelmo, nhà kinh tế học người Na Uy, đoạt giải Nobel (m. 1999)
- 1920 – Kaysone Phomvihane, chính trị gia người Lào-Việt, Thủ tướng Lào, Chủ tịch nước Lào
- 1920 – George P. Shultz, kinh tế gia và chính trị gia người Mỹ, Bộ trưởng Ngoại giao Hoa Kỳ thứ 60
- 1929 – Christopher Plummer, diễn viên người Canada (m. 2021)
- 1929 – Ngô Quang Trưởng, tướng lĩnh người Việt Nam (m. 2007)
- 1944 – Hwang Jeong-ri, võ sư và diễn viên người Hàn Quốc sinh tại Nhật Bản
- 1945 – Herman Cain, doanh nhân, chính trị gia người Mỹ
- 1953 – Ben Bernanke, nhà kinh tế học người Mỹ, Chủ tịch Hội đồng Thống đốc Cục Dự trữ Liên bang Hoa Kỳ thứ 14
- 1961 – Irene Saez, người mẫu và chính trị gia người Venezuela, Hoa hậu Hoàn vũ 1981
- 1964 – Hideto Matsumoto, nghệ danh hide, ca sĩ-người viết ca khúc, nghệ sĩ đàn guitar, và nhà sản xuất âm nhạc người Nhật Bản (m. 1998)
- 1967 – Jamie Foxx, diễn viên người Mỹ
- 1970 – Võ Văn Thưởng, Chủ tịch nước Cộng hoà Xã hội chủ nghĩa Việt Nam
- 1980 – Hoàng Tông Trạch, ca sĩ và diễn viên người Hồng Kông
- 1981 – Amy Lee, ca sĩ, người sáng tác bài hát người Mỹ
- 1982 – Eita Nagayama, diễn viên người Nhật Bản
- 1982 – Kinoshita Ayumi, diễn viên người Nhật Bản
- 1984 – Santi Cazorla, cầu thủ bóng đá người Tây Ban Nha
- 1989 – Taylor Swift, ca sĩ, người sáng tác bài hát người Mỹ
- 1989 – Trần Tường, ca sĩ, diễn viên người Trung Quốc

## Mất
- 1124 – Giáo hoàng Calixtô II (s. 1065)
- 1250 – Frederick II, hoàng đế Đế quốc La Mã Thần thánh (s. 1194)
- 1466 – Donatello, họa sĩ và nhà điêu khắc người Ý (s. 1386)
- 1521 – Manuel I, quốc vương của Bồ Đào Nha (s. 1469)
- 1603 – François Viète, nhà toán học người Pháp (s. 1540)
- 1754 – Mahmud I, sultan của Đế quốc Ottoman (s. 1696)
- 1784 – Samuel Johnson, nhà văn, nhà từ điển học người Anh (s. 1709)
- 1909 – Innokentiy Annensky, nhà thơ, dịch giả, nhà phê bình người Nga, tức 30 tháng 11 theo lịch Julius (s. 1855)
- 1930 – Fritz Pregl, nhà hóa học người Slovenia-Áo, đoạt giải Nobel (s. 1869)
- 1931 – Gustave Le Bon, nhà tâm lý học người Pháp (s. 1840)
- 1935 – Victor Grignard, nhà hóa học người Pháp, đoạt giải Nobel (s. 1871)
- 1944 – Wassily Kandinsky, nghệ sĩ người Nga-Pháp (s. 1866)
- 1945 – Irma Grese, cai ngục Đức Quốc xã (s. 1923)
- 1996 – Vạn Gia Bảo, tức Tào Ngu, nhà viết kịch người Trung Quốc (s. 1910)
- 2009 – Paul Samuelson, nhà kinh tế học người Mỹ, đoạt giải Nobel (s. 1915)
- 2010 – Richard C. Holbrooke, nhà ngoại giao người Mỹ (s. 1941)
- 2013 - Huỳnh Anh (nhạc sĩ)